# (6680) 1970 WD
1970 دابليو دي (ويعرف أيضًا باسم (6680) 1970 دابليو دي وفق تسمية الكوكب الصغير) (بالإنجليزية: 1970 WD)‏ هو كويكب ضمن حزام الكويكبات؛ وترتيبه 6680 من حيث الاكتشاف.
اكتُشف هذا الجُرم الفلكي بواسطة لوبوش كوهوتك في 24 نوفمبر 1970.

## وصلات خارجية
- (6680) 1970 WD في قاعدة بيانات مختبر الدفع النفاث لأجرام النظام الشمسي الصغيرة

- الاكتشاف · مخطط المدار ·  العناصر المدارية · المعلمات المادية

- (6680) 1970 WD على موقع ويكي سكاي: DSS2, SDSS, GALEX, IRAS, Hydrogen α, X-Ray, Astrophoto, Sky Map, Articles and images